# Nothing Safe: Best of the Box
Nothing Safe: Best of the Box é a primeira compilação musical da banda grunge estadunidense Alice in Chains, lançado em 29 de Junho de 1999, pela Columbia Records.
Foi lançado como uma versão compacta do box-set Music Bank. O álbum contém canções dos álbuns anteriormente lançados Facelift, Alice in Chains, Sap, Dirt, e Jar of Flies, assim como a inédita "Get Born Again".

## Faixas
1. "Get Born Again" (Cantrell/Staley) – 5:26
2. "We Die Young" [demo] (Cantrell) – 2:28
3. "Man in the Box" (Cantrell/Kinney/Staley/Starr) – 4:46
4. "Them Bones" (Cantrell) – 2:30
5. "Iron Gland" (Cantrell) – 0:43
6. "Angry Chair" (Staley) – 4:46
7. "Down in a Hole" (Cantrell) – 5:37
8. "Rooster" [Ao vivo] (Cantrell) – 6:46
9. "Got Me Wrong" [Ao vivo] (Cantrell) – 4:24
10. "No Excuses" (Cantrell) – 4:15
11. "I Stay Away" (Cantrell/Inez/Staley) – 4:14
12. "What the Hell Have I" (Cantrell) – 3:57
13. "Grind" (Cantrell) – 4:44
14. "Again" (Cantrell/Staley) – 4:04
15. "Would?" (Cantrell) – 3:28